# Campeonato Pernambucano de Futebol Sub-20 de 2015
O Campeonato Pernambucano de Futebol Sub-20 de 2015, foi a 81ª edição do torneiro realizado no estado de Pernambuco e organizado pela Federação Pernambucana de Futebol. Com inicio em 25 de julho  e com termino no o dia 15 de novembro de 2015, a competição contou com a participação de jogadores nascidos a partir do ano de 1995. Teve como campeã a equipe sub-20 do clube Sport Recife que após um jogo muito movimentado e com um placar de 0 a 0, tendo em conta ter vencido o primeiro jogo por 1 a 0, conquistou seu 30º título sub-20 da história e teve como equipe vice-campeã, o América-PE.

## Formato e Regulamento

### Formato
A competição foi realizada nos dias 25 de julho à 15 de novembro de 2015 e contou com 04 (quatro) fases, duas classificatórias regida pelo sistema de pontos ganhos e duas eliminatórias em jogos de "ida" e "volta" de acordo com o Regulamento Especifico da Competição - ('REC). Na Primeira Fase – Classificatória, foi formada por 04 (quatro) grupos (“A”, “B”, “C” e “D”), cada um composto por 03 (três) clubes/associações, com exceção do grupo A que foi formado por 4 equipes . Os clubes/associações jogarão entre si em jogos de ida e volta, classificando-se os 02 (dois) primeiros clubes/associações que obtiverem a maior pontuação em seu respectivo grupo.
Na Segunda Fase – Quadrangular, foi formada por 02 (dois) grupos (“E” e “F”), cada um composto por 04 (quatro) clubes/associações que jogarão entre si em jogos de ida e volta, classificando-se os 02 (dois) primeiros clubes/associações que obtiverem a maior pontuação em seu respectivo grupo. Na terceira e quarta fase, são as fases finas em que, os 04 (quatro) clubes/associações que classificaram-se na fase anterior, jogarão entre si em jogos de ida e volta até a final. Os 02 (dois) clubes/associações que chegarem a final, jogarão entre si em jogos de ida e volta, tornando-se CAMPEÃO o clube/associação que sair vitoriosa nos confrontos.

### Regulamento
A  81ª edição do Pernambucano Sub-20, foi jogado por atletas nascidos a partir dos anos de 1996, de acordo com o regulamento da competição. O Campeonato foi restrito à categoria Sub-20, permitindo a inscrição de atletas com registro de profissionais desde que respeitado o limite de idade restrita à categoria Sub-20. Todos os jogadores deverão ter seus nomes publicados no  Boletim Informativo Diário - (BID).

## Critérios de Desempate
Em caso de empate em pontos ganhos entre dois ou mais clubes ao final da Primeira e Segunda Fase, no grupo, o desempate para efeito de classificação será definido observando-se os critérios abaixo, aplicados à fase:
1. Maior número de vitórias;
2. Maior saldo de gols;
3. Maior número de gols pró;
4. Menor número de cartões vermelhos recebidos;
5. Menor número de cartões amarelos recebidos;
6. Sorteio.

Em caso de empate na partida de cada grupo, na Terceira e Quarta Fase, o desempate para indicar o vencedor será observando-se o critério abaixo:
1. Cobrança de pênaltis, de acordo com os critérios adotados pela International Board;
2. A disputa de pênaltis, quando aplicável, deverá ser iniciada até 10 minutos após o término da partida.

## Equipes Participantes
| Equipe                                        | Cidade                   | Em 2014 | Estádio (Mando)              | Títulos (Último) | Part. |
| --------------------------------------------- | ------------------------ | ------- | ---------------------------- | ---------------- | ----- |
| América Futebol Clube                         | Recife                   | —       | Ademir Cunha                 | 1 (em 1931)      | —     |
| Clube Atlético Pernambucano                   | Carpina                  | —       | Paulo Petribu                | 0 (não possui)   | —     |
| Central Sport Club                            | Caruaru                  | —       | Estádio Luiz José de Lacerda | 1 (em 1983)      | —     |
| Associação Desportiva Jaboatão dos Guararapes | Jaboatão dos Guararapes  | —       | Jefferson de Freitas         | 0 (não possui)   | —     |
| Clube Náutico Capibaribe                      | Recife                   | 2°      | Estádio dos Aflitos          | 17 (em 2013)     |       |
| Pesqueira Futebol Clube                       | Pesqueira                | —       | Joaquim de Brito             | 0 (não possui)   | —     |
| Clube Atlético do Porto                       | Caruaru                  | 1°      | Vera Cruz                    | 3 (em 2014)      | —     |
| Salgueiro Atlético Clube                      | Salgueiro                | —       | Cornélio de Barros           | 0 (não possui)   | —     |
| Santa Cruz Futebol Clube                      | Recife                   | —       | Arruda                       | 28 (em 2003)     |       |
| Serra Talhada Futebol Clube                   | Serra Talhada            | —       | Nildo Pereira                | 0 (não possui)   | —     |
| Sport Club do Recife                          | Recife                   | —       | Ilha do Retiro               | 29 (em 2011)     | —     |
| Vera Cruz Futebol Clube                       | Vitória de Santo Antão   | —       | Vera Cruz                    | 0 (não possui)   | —     |
| Sociedade Esportiva Ypiranga Futebol Clube    | Santa Cruz do Capibaribe | —       | Limeirão                     | 0 (não possui)   | —     |

## Fase Final
|  | Semifinais De 17 de outubro à 1 de novembro | Semifinais De 17 de outubro à 1 de novembro | Semifinais De 17 de outubro à 1 de novembro | Semifinais De 17 de outubro à 1 de novembro |   |            | Final De 8 à 15 de novembro | Final De 8 à 15 de novembro | Final De 8 à 15 de novembro | Final De 8 à 15 de novembro |
|  |                                             |                                             |                                             |                                             |   |            |                             |                             |                             |                             |
|  | América-PE                                  | 2                                           | 2                                           | 4                                           |   |            |                             |                             |                             |                             |
|  | Porto-PE                                    | 0                                           | 0                                           | 0                                           |   |            |                             |                             |                             |                             |
|  | Porto-PE                                    | 0                                           | 0                                           | 0                                           |   | América-PE | 0                           | 0                           | 0                           |                             |
|  |                                             |                                             |                                             |                                             |   | América-PE | 0                           | 0                           | 0                           |                             |
|  |                                             | Sport                                       | 0                                           | 1                                           | 1 |            |                             |                             |                             |                             |
|  | Atlético-PE                                 | Sport                                       | 0                                           | 1                                           | 1 | 1          | 0                           | 1                           |                             |                             |
|  | Atlético-PE                                 |                                             |                                             |                                             |   | 1          | 0                           | 1                           |                             |                             |
|  | Sport                                       | 1                                           | 4                                           | 5                                           |   |            |                             |                             |                             |                             |

## Premiação
| Campeonato Pernambucano de Futebol Sub-20 de 2015 |
| ------------------------------------------------- |
| Sport Campeão (30º título)                        |

| Vice Campeão: | Terceiro Colocado: | Quarto Colocado:      | Artilheiro:           |
| ------------- | ------------------ | --------------------- | --------------------- |
| América-PE    | Porto-PE           | Atlético Pernambucano | Dentinho (América-PE) |

## Classificação final
Classificação geral da competição, leva em conta a somatória de pontos e posição final alcançada.

## VerTambém
- Campeonato Pernambucano de Futebol de 2015
- Copa do Brasil de Futebol Sub-20 de 2015